# Ryan Robbins
Ryan Robbins, nato Ryan John Currier (Victoria, 26 novembre 1972), è un attore canadese.

## Biografia
È interprete di sette episodi della serie televisiva Battlestar Galactica dal 2006 al 2009.
Dal 2008 al 2011 ha interpretato il ruolo di Henry Foss nella serie televisiva fantascientifica Sanctuary, per un totale di 59 episodi.
Nel 2010, oltre a partecipare agli episodi di Sanctuary,  ha recitato in sei episodi della serie televisiva Caprica.
Attualmente è noto soprattutto per la sua partecipazione alle serie televisive Falling Skies e Continuum.

## Filmografia parziale

### Cinema
- Notte di sangue (Late Night Session), regia di Joshua B. Hamlin (1999)
- Paycheck, regia di John Woo (2003)
- Catwoman, regia di Pitof (2004)
- A testa alta (Walking Tall), regia di Kevin Bray (2004)
- Aliens vs. Predator 2, regia di Colin Strause e Greg Strause (2007)
- Passengers - Mistero ad alta quota (Passengers), regia di Rodrigo García (2008)
- Leslie, il mio nome è il male (Leslie, My Name Is Evil), regia di Reginald Harkema (2009)
- Wrecked, regia di Michael Greenspan (2010)
- Apollo 18, regia di Gonzalo López-Gallego (2011)
- The Philadelphia Experiment, regia di Paul Ziller (2012)
- Kill for Me - Legami di morte (Kill for Me), regia di Michael Greenspan (2013)
- Un ragionevole dubbio (Reasonable Doubt), regia di Peter Howitt (2014)
- Il settimo figlio (Seventh Son), regia di Sergej Vladimirovič Bodrov (2014)
- Life on the Line, regia di David Hackl (2015)
- Warcraft - L'inizio (Warcraft), regia di Duncan Jones (2016)
- Spectral, regia di Nic Mathieu (2016)
- The Shack, regia di Stuart Hazeldine (2017)
- Un viaggio stupefacente (Boundaries), regia di Shana Feste (2018)
- Scorched Earth - Cacciatrice di taglie (Scorched Earth), regia di Peter Howitt (2018)
- Sniper - La fine dell’assassino (Sniper: Assassin's End), regia di Kaare Andrews (2020)
- Pericoloso (Dangerous), regia di David Hackl (2021)
- Sniper - Missione non autorizzata (Sniper: Rogue Mission), regia di Oliver Thompson (2022)
- Sniper: G.R.I.T. Squadra globale risposta e intelligence (Sniper: G.R.I.T.), regia di Oliver Thompson (2023)
- Sniper: L'ultimo baluardo (Sniper: The Last Sand), regia di Danishka Esterhazy (2025)

### Televisione
- Kingdom Hospital – serie TV, 3 episodi (2004)
- Stargate Atlantis – serie TV, 5 episodi (2004-2006)
- Battlestar Galactica – serie TV, 7 episodi (2006-2009)
- Reaper – serie TV, 1 episodio (2008)
- The Guard – serie TV, 16 episodi (2008-2009)
- Caprica – serie TV, 4 episodi (2010)
- Sanctuary – serie TV, 59 episodi (2008-2011)
- The Listener – serie TV, 1 episodio (2011)
- Falling Skies – serie TV, 17 episodi (2012-2014)
- The Killing – serie TV, 8 episodi (2013)
- Republic of Doyle – serie TV, 5 episodi (2013)
- Ascension - miniserie TV, 3 episodi (2014)
- Continuum – serie TV, 11 episodi (2014-2015)
- C'era una volta (Once Upon a Time) - serie TV, episodio 5x05 (2015)
- Arrow - serie TV, 9 episodi (2015-2016)
- X-Files (The X Files) – serie TV, episodio 10x02 (2016)
- Van Helsing - serie TV, 4 episodi (2016-2017)
- Sacred Lies – serie TV, 10 episodi (2018)
- The Good Doctor - serie TV, 1 episodio (2018)
- Hudson & Rex - serie TV, episodio 4x06 (2021)
- Riverdale - serie TV, 39 episodi (2019-2023)
- Avvocati di famiglia (Family Law) – serie TV, episodio 3x03 (2024)
- Tracker - serie TV, episodio 1x02 (2024)

## Doppiatori italiani
Nelle versioni in italiano delle opere in cui ha recitato, Ryan Robbins è stato doppiato da:
- Massimiliano Plinio in Sniper - Missione non autorizzata, Sniper: G.R.I.T. Squadra globale risposta e intelligence, Sniper - L'ultimo baluardo
- Alberto Bognanni in Notte di sangue, Scorched Earth - Cacciatrice di taglie
- Edoardo Stoppacciaro in The Killing, Un ragionevole dubbio
- Simone D'Andrea in The Good Doctor, Avvocati di famiglia
- Vladimiro Conti in L.A.P.D. - Linea spezzata
- Mario Bombardieri in A testa alta
- Massimiliano Virgilii in Kingdom Hospital
- Oreste Baldini in Smallville
- Gianluca Crisafi in Psych
- Valerio Sacco in Supernatural
- Antonio Angrisano in Spectral
- Giorgio Borghetti in Caprica
- Stefano Crescentini in Sanctuary
- Andrea Lopez in Falling Skies
- Lorenzo Scattorin in Continuum
- Carlo Scipioni in C'era una volta
- Jacopo Venturiero in Motive
- Stefano Alessandroni in X-Files
- Stefano Thermes in Warcraft - L'inizio
- Alessandro D'Errico in Van Helsing
- Andrea Ward in Ghost Wars
- Massimo Bitossi in Riverdale
- Francesco Mei in Sniper - La fine dell'assassino
- Luca Graziani in Pericoloso
- Alessandro Budroni in Hudson & Rex
- Andrea Lavagnino in Tracker